# José Bernárdez
Bernárdez  Boluja est un nom espagnol. Le premier nom de famille, en général paternel, est Bernárdez ; le second, en général maternel, souvent omis, est Boluja.
José Bernárdez Boluja, né le 1er octobre 1935 à Saint-Jacques-de-Compostelle et mort le 12 mars 2018 à Morga, est un coureur cycliste espagnol .

## Biographie
Originaire de Galice, José Bernárdez s'initie aux compétitions cyclistes durant sa jeunesse au sein de la ville de Padrón,. Il s'installe par la suite au Pays basque, où il poursuit sa carrière. En 1958, il représente l'Espagne aux championnats du monde amateurs. 
Lors de la saison 1961, il se révèle en devenant champion national dans la catégorie des indépendants. Il remporte également la Prueba Loinaz ainsi que le GP Llodio. Grâce à ses bons résultats, il est sélectionné en équipe d'Espagne pour participer aux championnats du monde. Alors qu'il ne figure pas parmi les favoris, il parvient à se trouver dans le groupe de 14 coureurs qui se dispute la victoire. Il crée alors la surprise en prenant la quatrième place du sprint final, derrière Rik Van Looy, Nino Defilippis et Raymond Poulidor,. 
Après sa performance aux championnats du monde, il intègre la puissante structure Faema en 1962. Toujours compétitif, il se classe huitième de la Bicyclette basque et du Critérium du Dauphiné libéré. La suite de sa carrière est en revanche plus discrète. Membre de la modeste équipe Pinturas Ega en 1963, il retrouve le plus haut niveau en 1964 chez Ferrys. Il prend part au Tour de France, mais il abandonne. En 1965, il obtient son dernier résultat notable en terminant deuxième de la dernière étape du Tour d'Espagne. Il dispute finalement son ultime saison en 1967 au sein de l'équipe Karpy.

## Palmarès
- 1961
  -  Champion d'Espagne des indépendants
  - Prueba Loinaz
  - GP Llodio
  - 2e du GP Ayuntamiento de Bilbao
  - 2e du championnat d'Espagne de la montagne
  - 4e du championnat du monde sur route
- 1962
  - 8e du Critérium du Dauphiné libéré

## Résultats sur les grands tours

### Tour de France
1 participation
- 1964 : abandon (14e étape)

### Tour d'Espagne
5 participations
- 1962 : abandon (16e étape)
- 1963 : non-partant (8e étape)
- 1965 : 40e
- 1966 : 41e
- 1967 : 60e